# Zhang Yan (Biathletin)
Zhang Yan (chinesisch 张岩, Pinyin Zhāng Yán; * 10. Mai 1992) ist eine chinesische Biathletin.
Zhang Yan gab ihr internationales Debüt bei den Juniorenweltmeisterschaften 2009 in Canmore, wo sie vor Grace Boutot und Yolaine Oddou im Einzel sowie gemeinsam mit Olga Galitsch vor Audrey Vaillancourt auf Rang drei die Titel gewann. Im Verfolgungsrennen fiel sie hinter Dorothea Wierer, Marion Charles und Marie-Christin Kloss auf den vierten Rang zurück. Ihr schlechtestes Resultat erreichte sie mit Wei Ma und Tang Jialin als Schlussläuferin der Staffel mit dem achten Platz. Es dauerte bis zur Saison 2011/12, dass die Chinesin in Hochfilzen bei einem Staffelrennen an der Seite von Tang Jialin, Song Chaoqing und Wang Chunli ihr Debüt bei den Frauen im Weltcup gab und 16. wurde. Es folgte ein erstes Rennen in Ridnaun im IBU-Cup, Zhang wurde 58. eines Einzels. In Oslo bestritt sie am Holmenkollen das erste Einzelrennen im Weltcup, bei dem sie den 67. Platz im Sprint belegte. Ihr bislang bestes Resultat im Weltcup erreichte die Chinesin wenig später in Kontiolahti mit einem 64. Platz im Sprint. Saisonhöhepunkt und erste internationale Meisterschaften bei den Frauen wurden die Weltmeisterschaften 2012 in Ruhpolding. Im Einzel belegte sie den 78. Platz, verpasste als 91. des Sprints das Verfolgungsrennen und kam mit der Staffel in der Weltcup-Besetzung auf den 25. Platz. In der Weltcup-Saison 2012/2013 konnte Zhang Yan in Oberhof nach Rang 48 im Sprint das anschließende Verfolgungsrennen nach fehlerfreiem Schießen auf Platz 16 beenden und gewann damit erstmals Punkte im Weltcup.

## Weltcupstatistik
Die Tabelle zeigt alle Platzierungen (je nach Austragungsjahr einschließlich Olympische Spiele und Weltmeisterschaften).
- 1.–3. Platz: Anzahl der Podiumsplatzierungen
- Top 10: Anzahl der Platzierungen unter den ersten zehn (einschließlich Podium)
- Punkteränge: Anzahl der Platzierungen innerhalb der Punkteränge (einschließlich Podium und Top 10)
- Starts: Anzahl gelaufener Rennen in der jeweiligen Disziplin
- Staffel: inklusive Mixed- und Single-Mixed-Staffeln

| Platzierung              | Einzel | Sprint | Verfolgung | Massenstart | Staffel | Gesamt |
| ------------------------ | ------ | ------ | ---------- | ----------- | ------- | ------ |
| 1. Platz                 |        |        |            |             |         |        |
| 2. Platz                 |        |        |            |             |         |        |
| 3. Platz                 |        |        |            |             |         |        |
| Top 10                   |        |        |            |             | 1       | 1      |
| Punkteränge              | 7      | 4      | 6          | 1           | 37      | 55     |
| Starts                   | 20     | 53     | 21         | 1           | 38      | 133    |
| Stand: 31. Dezember 2021 |        |        |            |             |         |        |